# Haven (Kansas)
Havana es una ciudad ubicada en el de condado de Reno en el estado estadounidense de Kansas. En el año 2010 tenía una población de 1237 habitantes y una densidad poblacional de 883,57 personas por km².

## Geografía
Havana se encuentra ubicada en las coordenadas 37°54′8″N 97°46′51″O / 37.90222, -97.78083 (37.902306, -97.780957).

## Demografía
Según la Oficina del Censo en 2000 los ingresos medios por hogar en la localidad eran de $38,239 y los ingresos medios por familia eran $45,682. Los hombres tenían unos ingresos medios de $34,125 frente a los $20,662 para las mujeres. La renta per cápita para la localidad era de $16,319. Alrededor del 7.0% de la población estaban por debajo del umbral de pobreza.